# أمين المسكيني
محمد أمين المسكيني (بالإنجليزية: Mouhamed Amin Meskini) هو لاعب كرة قدم تونسي، ولد في عام 1997 وهو يلعب حاليا مع الاتحاد الرياضي ببنقردان وهو لاعب سابق أيضا مع الترجي الرياضي التونسي

## روابط خارجية
- أمين المسكيني على موقع قاعدة بيانات كرة القدم.إي يو (الإنجليزية)
- أمين المسكيني على موقع Soccerway.com (الإنجليزية)